# La Frédière
La Frédière korábbi község Franciaországban, Charente-Maritime megyében. Lakosainak száma 66 fő (2018. január 1.). La Frédière Annepont, Grandjean, Juicq, Taillebourg és Saint-Hilaire-de-Villefranche községekkel határos.
2019. január 1-jén Saint-Hilaire-de-Villefranche új község része lett.

## Népesség
A település népességének változása:
| Lakosok száma | 66   | 54   | 46   | 53   | 75   | 78   | 81   | 69   | 68   | 66   |
|               | 1968 | 1975 | 1982 | 1999 | 2006 | 2011 | 2013 | 2016 | 2017 | 2018 |